# Epeolus
Epeolus is een geslacht van vliesvleugelige insecten uit de familie van de bijen en hommels (Apidae)

## Soorten
- E. ainsliei Crawford, 1932
- E. alatus Friese, 1922
- E. alpinus Friese, 1893 - waddenviltbij
- E. amabilis Gerstäcker, 1869
- E. americanus (Cresson, 1878)
- E. anticus (Walker, 1871)
- E. arciferus Cockerell, 1924
- E. asperatus Cockerell, 1909
- E. asperrima (Moure, 1954)
- E. assamensis Meade-Waldo, 1913
- E. attenboroughi Thomas Onuferko, 2018
- E. aureovestitus Dours, 1873
- E. australis Mitchell, 1962
- E. autumnalis Robertson, 1902
- E. banksi (Cockerell, 1907)
- E. barberiellus Cockerell, 1907
- E. beulahensis Cockerell, 1904
- E. bifasciatus Cresson, 1864
- E. bischoffi (Mavromoustakis, 1954)
- E. boliviensis Friese, 1908
- E. caffer (Lepeletier, 1841)
- E. canadensis Mitchell, 1962
- E. carioca (Moure, 1954)
- E. carolinus Mitchell, 1962
- E. cestus Eardley, 1991
- E. claripennis Friese, 1908
- E. collaris Pérez, 1895
- E. compactus Cresson, 1878
- E. compar Alfken, 1937
- E. coreanus Yasumatsu, 1933
- E. cruciger (Panzer, 1799) - heideviltbij
- E. crucis Cockerell, 1904
- E. diodontus Cockerell, 1934
- E. erigeronis Mitchell, 1962
- E. fallax Morawitz, 1872
- E. fasciatus Friese, 1895
- E. fervidus Smith, 1879
- E. flavociliatus Friese, 1899
- E. flavofasciatus Smith, 1879
- E. floridensis Mitchell, 1962
- E. friesei Brauns, 1903
- E. fulviventris Bischoff, 1923
- E. fulvopilosus Cameron, 1902
- E. fumipennis Say, 1837
- E. gabrielis Cockerell, 1909
- E. gianellii Gribodo, 1894
- E. glabratus Cresson, 1878
- E. hitei Cockerell, 1908
- E. howardi Mitchell, 1962
- E. humillimus Cockerell, 1918
- E. ilicis Mitchell, 1962
- E. intermedius Pérez, 1884
- E. interruptus Robertson, 1900
- E. ishikawai Tadauchi & Schwarz, 1999
- E. japonicus Bischoff, 1930
- E. julliani Pérez, 1884
- E. kristenseni Friese, 1915
- E. lanhami Mitchell, 1962

- E. lectoides Robertson, 1901
- E. lectus Cresson, 1878
- E. luteipennis Friese, 1917
- E. lutzi Cockerell, 1921
- E. melectiformis Yasumatsu, 1938
- E. melectimimus Cockerell & Sandhouse, 1924
- E. mercatus Fabricius, 1804
- E. mesillae (Cockerell, 1895)
- E. minimus (Robertson, 1902)
- E. minutus Radoszkowski, 1888
- E. montanus (Cresson, 1878)
- E. natalensis Smith, 1879
- E. nigra (Michener, 1954)
- E. novomexicanus Cockerell, 1912
- E. odontothorax (Michener, 1954)
- E. olympiellus Cockerell, 1904
- E. peregrinus Cockerell, 1911
- E. pictus Nylander, 1848
- E. pilatei Cockerell, 1924
- E. productulus Bischoff, 1930
- E. productus Bischoff, 1930
- E. pubescens Cockerell, 1937
- E. pulchellus Cresson, 1865
- E. pusillus Cresson, 1864
- E. pygmaeorum Cockerell, 1932
- E. rubrostictus Cockerell & Sandhouse, 1924
- E. rufomaculatus Cockerell & Sandhouse, 1924
- E. rufothoracicus Bischoff, 1923
- E. rufulus Cockerell, 1941
- E. rugosus Cockerell, 1949
- E. scutellaris Say, 1824
- E. schraderi (Michener, 1954)
- E. schummeli Schilling, 1849
- E. siculus Giordani Soika, 1944
- E. sigillatus Alfken, 1930
- E. tarsalis Morawitz, 1874 - schorviltbij
- E. tibetanus Meade-Waldo, 1913
- E. transitorius Eversmann, 1852
- E. tristicolor Viereck, 1905
- E. tsushimensis Cockerell, 1926
- E. variegatus (Linnaeus, 1758) - gewone viltbij
- E. variolosus (Holmberg, 1886)
- E. vernalis Mitchell, 1962
- E. vinogradovi Popov, 1952
- E. weemsi Mitchell, 1962
- E. zonatus Smith, 1854